# Al-Fu’a
Al-Fu’a (arab. الفوعة) – miejscowość w Syrii, w muhafazie Idlib. W 2004 roku liczyła 10 264 mieszkańców.